# Suore dei poveri, serve del Sacro Cuore di Gesù
Le Suore dei Poveri, Serve del Sacro Cuore di Gesù (in spagnolo Hermanas de los Pobres, Siervas del Sagrado Corazón de Jesús), sono un istituto religioso femminile di diritto pontificio: le suore di questa congregazione pospongono al loro nome la sigla H.P.S.S.C.

## Storia
La congregazione sorse per iniziativa del vescovo di Zamora, José María Cázares y Martínez, per l'educazione della gioventù negli ambienti più bisognosi.
Cázares Martínez fece giungere nella sua città episcopale una comunità di giovani donne guidata da Margarita Gómez, gia suora della compagnia delle Figlie della Carità, dedita al servizio ai poveri a Sahuayo: il 4 ottobre 1884 le donne iniziarono a condurre vita comune a Zamora, dando inizio alla congregazione.
L'istituto ottenne il pontificio decreto di lode il 4 agosto 1907 e l'approvazione definitiva dalla Santa Sede il 17 giugno 1931; le sue costituzioni furono approvate definitivamente il 16 settembre 1946.

## Attività e diffusione
Le suore si dedicano all'istruzione e all'educazione cristiana della gioventù e l'assistenza ai malati.
Oltre che in Messico, sono presenti in Ciad e in Perù; la sede generalizia è a Zamora.
Alla fine del 2008 la congregazione contava 674 religiose in 84 case.